# Colmurano
Colmurano é uma comuna italiana da região dos Marche, província de Macerata, com cerca de 1.221 habitantes. Estende-se por uma área de 11 km², tendo uma densidade populacional de 111 hab/km². Faz fronteira com Loro Piceno, Ripe San Ginesio, San Ginesio, Tolentino, Urbisaglia.

## Demografia
| Variação demográfica do município entre 1861 e 2011                               |
|                                                                                   |
| Fonte: Istituto Nazionale di Statistica (ISTAT) - Elaboração gráfica da Wikipedia |